# Nicrophorus distinctus
Nicrophorus distinctus es una especie de escarabajo enterrador del género Nicrophorus, categorizada en la tribu Nicrophorini, de la subfamilia Nicrophorinae. Fue descrita por Grouvelle en 1885.

## Distribución
Se distribuye por Asia: Indonesia (Célebes).